# Йон Клоц
Йон Клоц () — бельгійський яхтсмен.
Срібний призер Олімпійських Ігор 1920 року в класі 6 метрів (правила 1919 року).